# FK Renowa
FK Renowa (cyr. ФК Ренова) – północnomacedoński klub piłkarski powstały w 2002 we wsi Dżepcziszte. Drużyna swoje mecze rozgrywa na stadionie miejskim w Tetowie z powodu słabego stanu swojego macierzystego boiska.

## Historia
Renowa Dżepcziszte awansował do 1. ligi macedońskiej w 2005. W sezonie 2005/2006 zajął 7. miejsce, a w następnych stopniowo uzyskiwał coraz lepsze lokaty, aż w sezonie 2008/2009 drużyna uplasowała się na 3. pozycji i zakwalifikowała się do rozgrywek Ligi Europy. Sezon 2009/2010 był piątym sezonem tego klubu w rozgrywkach o mistrzostwo Macedonii. W tymże sezonie klub osiągnął największy sukces w swojej historii, zdobywając mistrzostwo swego kraju. W 2012 po raz pierwszy zdobył on Puchar Macedonii.

## Sukcesy
- Mistrz Macedonii Północnej (1x): 2009/2010
- Zdobywca Pucharu Macedonii Północnej (1x): 2011/2012

## Aktualny skład zespołu
| Nr | Poz. | Piłkarz           |
| -- | ---- | ----------------- |
| 1  | BR   | Arian Iseni       |
| 4  | OB   | Fisnik Zuka       |
| 5  | PO   | Alush Gavazaj     |
| 7  | PO   | Burim Sadiki      |
| 8  | NA   | Remzifaik Selmani |
| 9  | NA   | Florian Kadriu    |
| 10 | PO   | Argjent Gafuri    |
| 11 | PO   | Ilirid Ademi      |
| 12 | BR   | Hadis Velii       |
| 14 | NA   | Lutfi Bilali      |
| 15 | NA   | Artan Veliu       |
| 16 | PO   | Meriton Saliji    |

| Nr | Poz. | Piłkarz          |
| -- | ---- | ---------------- |
| 17 | NA   | Shefit Shefiti   |
| 18 | OB   | Nenad Miszkowski |
| 19 | NA   | Alban Taipi      |
| 21 | PO   | Altin Sefo       |
| 22 | PO   | Saimir Fetai     |
| 23 | OB   | Bashkim Velija   |
| 24 | OB   | Nehar Sadiki     |
| 28 | PO   | Jasir Selmani    |
| 29 | PO   | Armend Aliu      |
| 30 | NA   | Bojan Miovski    |
| 31 | OB   | Dżelil Abdulla   |
| 41 | BR   | Valon Neziri     |

## Europejskie puchary
Legenda do wszystkich tabel:
- Q – runda eliminacyjna, 1/16, 1/8, 1/4, 1/2 – odpowiednia faza rozgrywek, Grupa – runda grupowa, 1r gr – pierwsza runda grupowa, 2r gr – druga runda grupowa, F – finał, R – runda, PO – play-off
- k. – rzuty karne, los. – losowanie, Dogr. – dogrywka, w. – zasada bramek strzelonych na wyjeździe

| Sezon   | Rozgrywki        | Runda | Klub             | Dom     | Wyjazd  | Ogólnie     |
| ------- | ---------------- | ----- | ---------------- | ------- | ------- | ----------- |
| 2008    | Puchar Intertoto | 1R    | HNK Rijeka       | 2–0     | 0–0     | 2–0         |
| 2008    | Puchar Intertoto | 2R    | Bene Sachnin     | 1–2     | 0–1     | 1–3         |
| 2009/10 | Liga Europy      | 1Q    | Dynama Mińsk     | 1–1     | 1–2     | 2–3         |
| 2010/11 | Liga Mistrzów    | 2Q    | Omonia Nikozja   | 0–2     | 0–3     | 0–5         |
| 2011/12 | Liga Europy      | 1Q    | Glentoran        | 2–1     | 1–2     | 3–3, k: 3–5 |
| 2012/13 | Liga Europy      | 1Q    | AC Libertas      | 4–0     | 4–0     | 8–0         |
| 2012/13 | Liga Europy      | 2Q    | FK Homel         | 0–2     | 1–0     | 1–2         |
| 2015/16 | Liga Europy      | 1Q    | Dacia Kiszyniów  | 0–1     | 1–4     | 1–5         |
| 2020/21 | Liga Europy      | 1Q    | Alaszkert Erywań | 1–0 (W) | 1–0 (W) | 1–0 (W)     |
| 2020/21 | Liga Europy      | 2Q    | Hajduk Split     | 0–1 (D) | 0–1 (D) | 0–1 (D)     |